# Râul Fulda
Râul Fulda are lungimea de 218 km fiind cel mai lung fluviu din landul Hessa, Germania.
Fulda prin confluența cu Werra formează fluviului Weser. Râul are suprafața bazinului de colectare de 6.932 km².  Izvorul său fiind pe muntele Wasserkuppe în masivul Rhön, iar zona de vărsare în Weser este în regiunea Kaufunger Wald la localitatea Hann. Münden din Saxonia Inferioară.

## Afluenți
Afluenți de stânga
- Fliede (18 km)
- Lüder (40 km)
- Schlitz (12 km)
- Jossa (22 km)
- Aula (20 km)
- Geisbach (20 km)
- Beise (?? km)
- Eder (177 km)
- Bauna (?? km)
- Drusel (respectiv. "Kleine Fulda") (?? km)
- Ahne (bzw. Ahna) (21 km)
- Espe (?? km)

Afluenți de dreapta
- Lütter (16 km)
- Haune (64 km)
- Ulfe (?? km)
- Pfieffe (?? km)
- Mülmisch (?? km)
- Wahle (15 km)
- Losse (28 km)
- Nieste (21 km)

## Localități
Incepând de la izvor spre văsare:
- Poppenhausen (Wasserkuppe)
- Gersfeld
- Eichenzell
- Fulda
- Niederaula
- Bad Hersfeld
- Mecklar (Flussgrenze 'Mecklar Brücke' ab hier Bundeswasserstraße = Flusskilometer 0)
- Blankenheim (km 2,0)
- Breitenbach (km 5,8)
- Bebra (km 7,0)
- Lispenhausen (km 10,0)

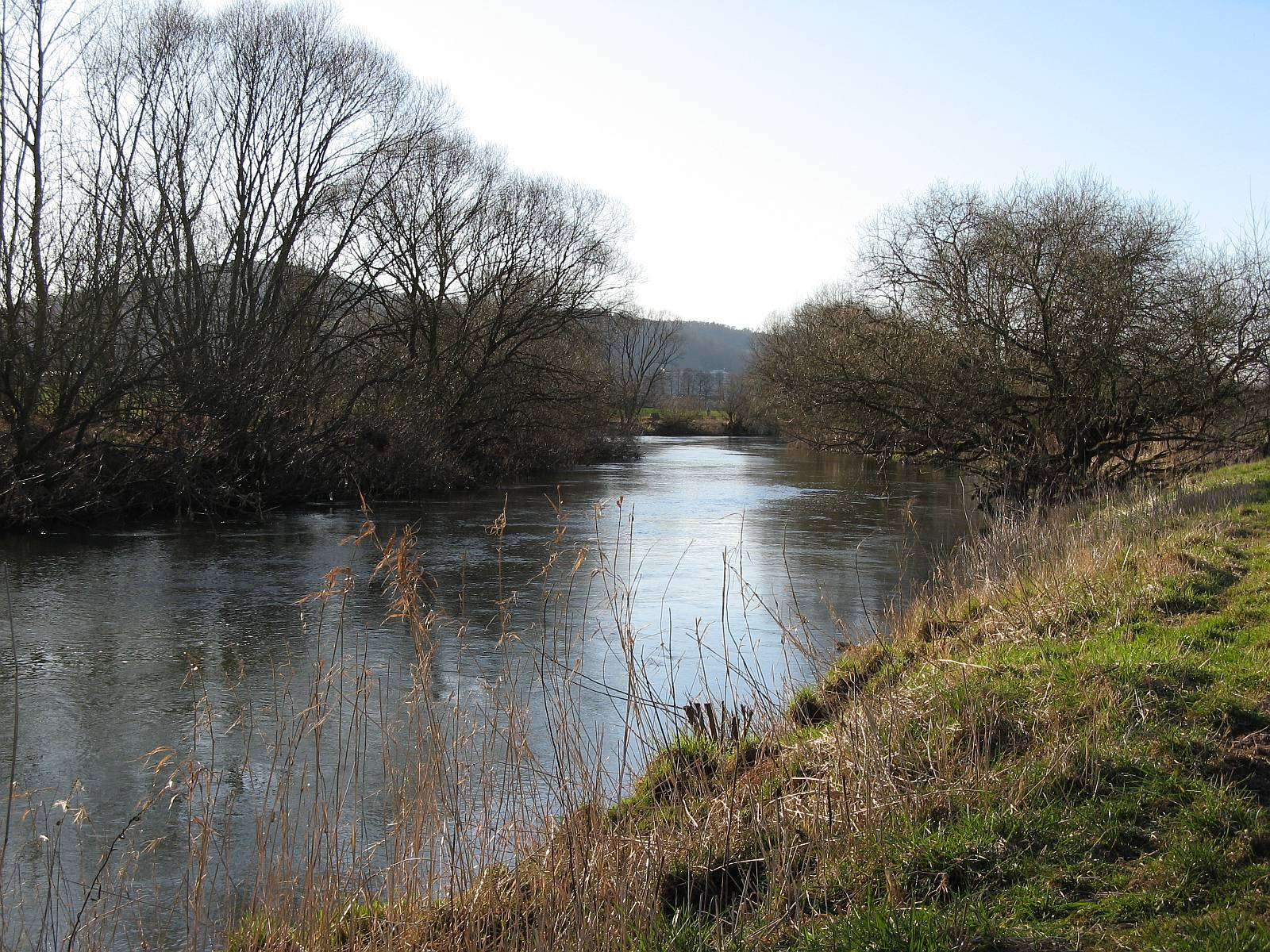
Fulda intre Lispenhausen si Rotenburg

- Rotenburg a.d. Fulda (km 12,0) cu Staustufe, Flusskraftwerk si ecluză istorică
- Braach (km 15,0)
- Baumbach (km 18,0)
- Niederellenbach (km 21,5)
- Konnefeld (km 24,0)
- Morschen (km 26,8)
- Binsförth (km 30,0)
- Beiseförth (km 34,0)

- Malsfeld (km 36,5)
- Melsungen (km 42,0)
- Schwarzenberg (km 45,0)
- Röhrenfurth (km 46,6)
- Lobenhausen (km 50,0)
- Körle (km 51,0)
- Wagenfurth (km 52,0)
- Grebenau (km 54,0)
- Büchenwerra (km 58,4)
- Guxhagen (km 61,0)

- Guntershausen (km 66,0)
- Fuldabrück (km 69,0)
- Bergshausen (km 74,0)

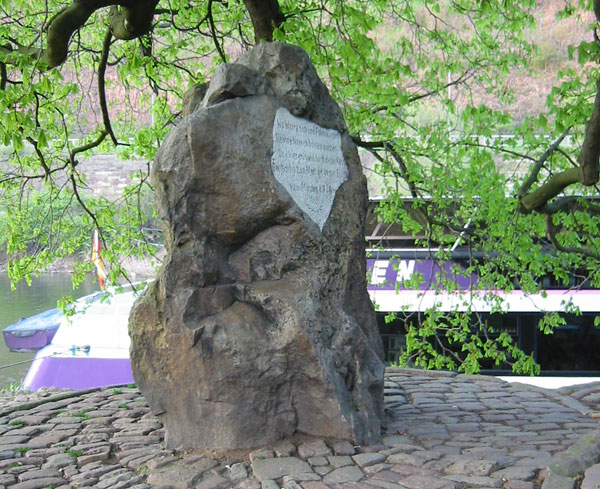
Monumentul Weserstein in Hann. Münden

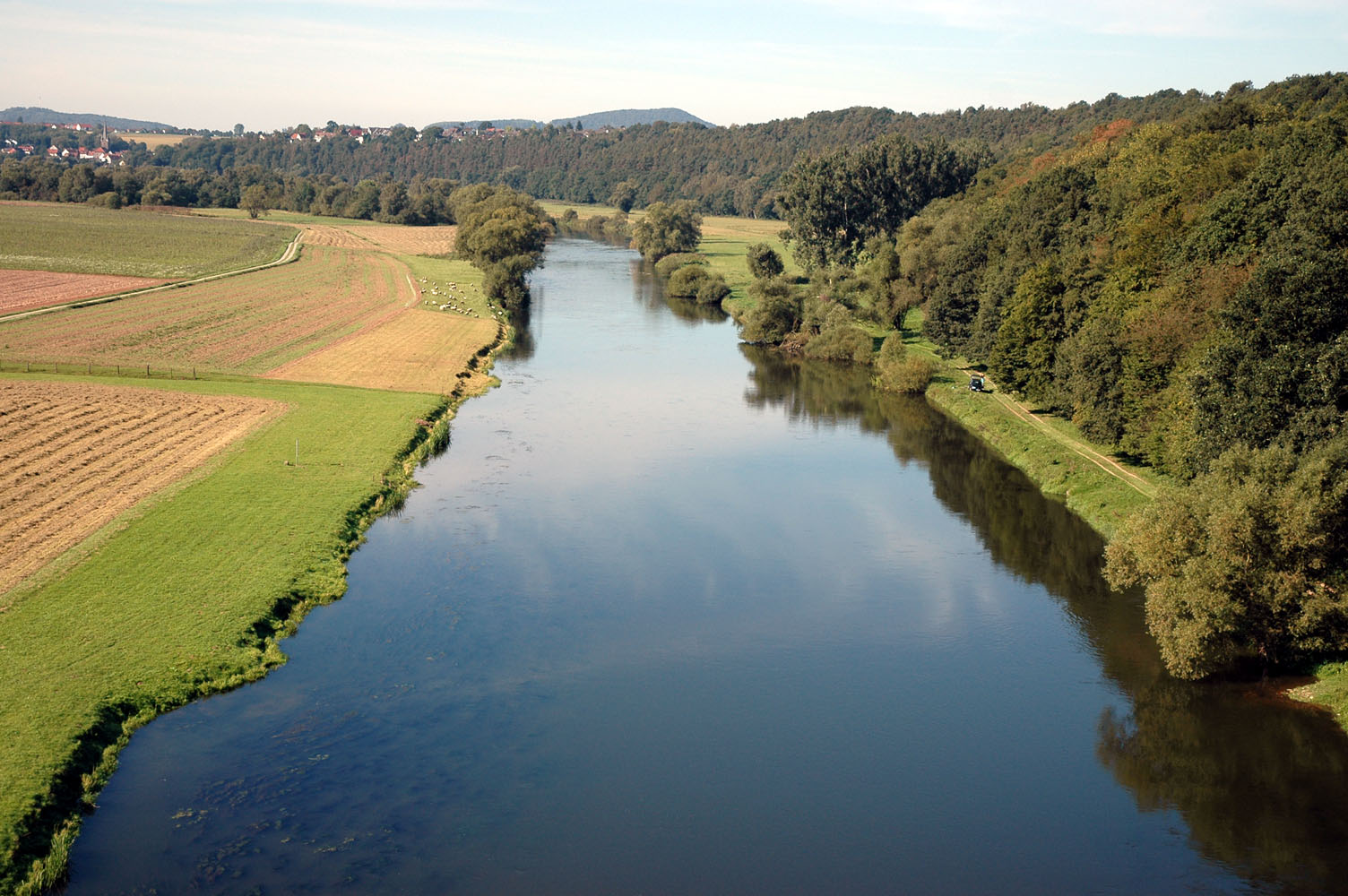
Vedere Valea Fulda de pe Viaduktul cäii ferate Bebra–Kassel la Baunatal-Guntershausen (Sept. 2006)

- Kassel (km 81,0) cu Hafen, Wehr si ecluză
- Spiekershausen (km 88,5)
- Wahnhausen (km 94,7) cu Staustufe, hidrocentrală si ecluză
- Speele (km 97,5)
- Wilhelmshausen (km 101,2) cu Staustufe si ecluză
- Bonaforth (km 105,3) cu Staustufe si ecluză
- Hann. Münden (km 108,2) cu port, Wehr, hidrocentrală si ecluză
- Weserstein (km 108,7)